# ترافيس مور
ترافيس مور (بالإنجليزية: Travis Moore)‏ هو لاعب كرة القدم الكندية أمريكي، ولد في 5 أغسطس 1970 في سانتا مونيكا في الولايات المتحدة.